# ريح الشقاء (فلم)
ريح الشقاء فيلم مغربي تلفزيوني من إنتاج الإذاعة والتلفزة المغربية سنة 2008 للمخرج محمد أوماعي. هذا الفيلم الاجتماعي تخللت عدة أحداث درامية حول قصة عائلة فقيرة مكونة من الأم فاطمة وزوجها عباس إضافة لابنته الصغيرة ليلى، لتأخد القصة منحدرا آخر حين قررت الأم فاطمة الاستغناء عن كل ما تملك وتوافق على الزواج برجل غني لتترك عائلتها بين براثن الفقر ولتسوء الامور أكثر بوفاة الأب المريض الذي ترك ابنته ليلى يتيمة وعرضة للاغتصاب في وقت شعرت فيه الأم بالذنب وبدأت رحلة البحث عن ابنتها بعد مرور 20 سنة عن رحيلها.